# San Jose de Buan
San Jose de Buan est une municipalité de la province du Samar, aux Philippines.
Sa population est de 6 563 habitants au recensement de 2010 sur une superficie de 367 km2, subdivisée en 14 barangays.